# Teodor Ionescu
Teodor Ionescu, romunski general, * 1884, † 1953.